# Префектура Закинтос
Префектура Закинтос (грч. Νομός Ζάκυνθος) је префектура у Јонским острвима, у Грчкој. Управно средиште префектуре и највеће место у префектури је истоимени град Закинтос.
Префектура Закинтос обухвата острво Закинтос. 

## Положај
Префектура Закинтос спада у острвске префектуре Грчке. Префектура је смештена на крајњем западу државе.